# NGC 7367
NGC 7367 (другие обозначения — PGC 69633, UGC 12175, MCG 0-58-2, ZWG 379.3, KARA 984) — галактика в созвездии Пегас.
Этот объект входит в число перечисленных в оригинальной редакции «Нового общего каталога».
В галактике вспыхнула сверхновая SN 2013dt типа Ia, её пиковая видимая звездная величина составила 16,8.